# Поповский, Владо
Владо Поповский (макед. Владо Поповски; род. 21 сентября 1955 в селе Слоештица, община Демир-Хисар) — македонский политик, бывший министр обороны Республики Македония (1992—1994, 2001—2002) и юстиции (1994—1997) .

## Образование
Владо Поповский окончил факультет журналистики и политологии Университета Св. Кирилла и Мефодия в Скопье.

## Карьера
- С 1984 по 1991 год — главный редактор газеты «Студентски збор».
- С 1992 по 1994 год и с 2001 по 2002 год — министр обороны Республики Македония.
- С 1994 по 1997 год — министр юстиции Республики Македония.
- С 2002 по 2006 год — министр без портфеля Республики Македония в правительствах Црвенковского, Костова и Бучковского.

После этого был советником премьер-министра Груевского. Сейчас является профессором на юридическом факультете Университета в Скопье.